# Dark room
La dark room è una stanza o una serie di stanze in un sex club o in un locale pubblico, nelle quali le persone si ritrovano a scopo prettamente sessuale in maniera anonima. Il termine deriva dall'inglese dark ("scura") e room ("stanza"). 

Queste stanze sono quindi delle stanze buie dove vengono proiettati film o cortometraggi pornografici. Solitamente non è ammesso parlare, solo mugolare. Sono inoltre disponibili gratuitamente preservativi, lubrificanti e altri oggetti utili al rapporto.